# Juan María Huerta Muro
Juan María Huerta Muro OFM (ur. 9 kwietnia 1962 w Guadalajarze) – meksykański duchowny rzymskokatolicki, w latach 2012–2025 prałat terytorialny El Salto, biskup Xochimilco od 2025.

## Życiorys
Święcenia kapłańskie przyjął 1 lipca 1989 w zakonie franciszkańskim. Pracował głównie w placówkach formacyjnych dla przyszłych zakonników, był także m.in. wikariuszem biskupim archidiecezji Tijuana ds. życia konsekrowanego. W 2006 wybrany ministrem prowincji bł. Junipera Serry.
2 lutego 2012 otrzymał nominację na prałata terytorialnego El Salto. Sakry biskupiej udzielił mu trzy miesiące później ówczesny arcybiskup Tijuany, Rafael Romo Muñoz.
8 lutego 2025 papież Franciszek mianował go biskupem diecezji Xochimilco. 